# Portpatrick
Portpatrick (Gd: Port Phàdraig) es una localidad que se encuentra en el extremo suroeste de Escocia, en el corte en una hendidura entre acantilados escarpados.
Su existencia se puede remontar históricamente a unos 500 años de antigüedad, se construyó adyacente a las ruinas del cercano castillo de Dunskey, se enorgullecen de una posición en el Rhins of Galloway que permite tener una vista de la costa de Irlanda del Norte por el oeste, de los senderos para caminatas por las cimas de los acantilados y de las playas que poseen en el norte y hacia el sur. La corriente del Golfo fluye hacia el norte, produciendo en la línea de la costa un clima agradable en el cual el plantas subtropicales pueden prosperar.
Industrialmente, la aldea fue fundada en sus orígenes por la pesca, con la construcción del puerto con forma de luna creciente que sigue siendo el punto focal de la aldea actualmente. En posteriores etapas de la historia de Portpatrick tuvo importancia como puerto de ferry para el transporte entre Irlanda del Norte y Escocia, así como para el correo y cargas postales. Sin embargo, a finales del siglo XIX, cuando los envíos se aumentaron su volumen así como los barcos más grandes, la vulnerabilidad de la aldea a los vientos fuerte del oeste hizo inviable el puerto para naves más grandes, y las rutas comerciales fueron desviadas al próximo Stranraer, a pesar del viaje más largo hacia el resguardado Loch Ryan.
En el extremo norte en la cima del acantilado donde se encuentra el hotel de Portpatrick de 100 años de antigüedad, comienza el sendero del "Cockburnspath" que recorre el territorio de la antiplanicie meridional en la costa este. 

## Ferrocarril
La estación de ferrocarril de Portpatrick era el término originalmente del Portpatrick Railway.

## En la actualidad
La aldea conserva actualmente una flota de pesca, y un bote salvavidas todavía se encuentra localizado en Portpatrick. Hay varios hoteles y pensiones así como casas rurales de huéspedes. Hay también una estación Navtex.

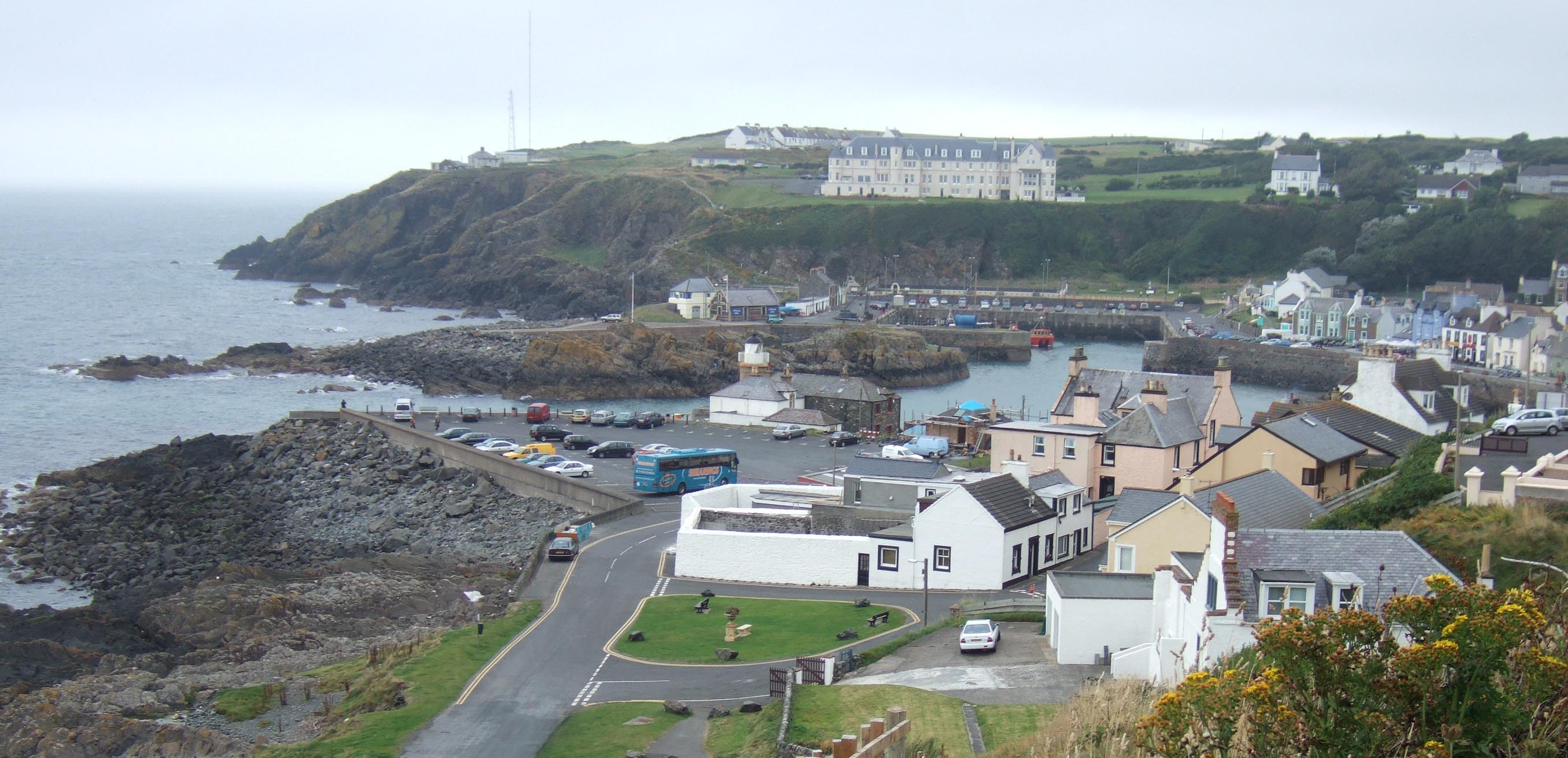
Vista del puerto de Portpatrick y al fondo el Hotel

- Datos: Q1011611
- Multimedia: Portpatrick / Q1011611